# Македонска енциклопедија
Македонска енциклопедија је национална енциклопедија Македонаца у издању Македонске академије наука и уметности. На изради енциклопедијских чланака радило је 250 сарадника. Главни уредник енциклопедије био је академик Блаже Ристовски. Енциклопедија је штампана у тиражу од 2.000 примерака и садржи око 9.000 чланака.
Након издавања енциклопедије избиле су контроверзе око садржаја неких чланака, због чега је преосталих непродатих 1.700 примерака повучено из продаје.

## Најава новог издања
После повлачења из продаје првог издања Енциклопедије и смене главног уредника, МАНУ је најавила ново издање енциклопедије чији би главни уредник био Митко Маџунков. Маџуков је истакао да је нужно да се објави нова енциклопедија јер стара има много грешака, не само материјалних него и фактичких које се односе на целе области и народе, на Албанце, али и на целокупну македонску културу. У интервјуу за Нову Македонију изјавио је да ће се примерци првог издања рециклисати.